# Guillaume-Frédéric-Philippe de Wurtemberg
Guillaume-Frédéric-Philippe de Wurtemberg, né à Stettin le 27 décembre 1761 et décédé à Kernen im Remstal le 10 août 1830, était le fils de Frédéric-Eugène de Wurtemberg (1732-1797) et de Frédérique-Dorothée de Brandebourg-Schwedt.

## Biographie
Il est à l'origine de la quatrième branche de la Maison de Wurtemberg, dite Branche d'Urach.
Cette branche familiale existe toujours et elle est l'aînée de la Maison de Wurtemberg. Toutefois elle n'est pas dynaste en raison du mariage morganatique en 1801 de son fondateur avec Wilhelmine baronne Rhodis von Thunderfelt (1777-1822). Depuis 2022, le chef de la Maison est Wilhelm de Wurtemberg (né en 1994), aîné de la cinquième branche.
Six enfants sont nés de l'union de Guillaume et Wilhelmine :
- Alexandre de Wurtemberg (1801-1844), comte de Wurtemberg, en 1831 il épousa Hélène Festetics von Tolna (1812-1886) (postérité) ;
- Auguste (1805-1808) ;
- Frédéric, duc d'Urach (1810-1869) épouse en 1841 Théodelinde de Beauharnais-Leuchtenberg (1814-1857) puis en 1863 Florestine de Monaco (1833-1897) (postérité) ;
- Auguste (1811-1812) ;
- Constantin (1814-1824) ;
- Marie (1815-1866), en 1842 elle épousa le comte Guillaume von Taubenheim (mort en 1894).